# Alfisol

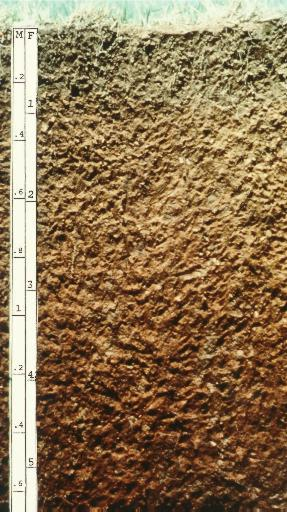
Alfisol

Een alfisol is een van de 12 bodemtypes op het hoogste niveau (orders) in de Amerikaanse bodemclassficatie (USDA Soil Taxonomy). Alfisolen komen voor in gebieden met subtropische tot gematigde klimaten. Het zijn bodems met een klei-inspoelingshorizont (de Bt-horizont) en een hoge basenverzadiging (>35 %). Dat betekent dat de hoeveelheden beschikbaar calcium, magnesium en kalium in deze gronden van nature vrij hoog is. De vruchtbaarheid is makkelijker op peil te houden dan bij veel andere bodems in de gematigde klimaatzone. In Australië en Afrika komen stikstof- en fosfortekorten voor. In de vochtige tropen hebben alfisolen de neiging te verzuren bij intensief gebruik. Vanwege de hoge productiviteit die op deze bodems is te behalen behoren ze tot de belangrijkste gronden voor voedselproductie op de wereld.
Gronden met een klei-inspoelingshorizont en een lage basenverzadiging worden tot de Ultisolen gerekend. Dit zijn sterker verweerde, meer uitgeloogd gronden dan de Alfisolen.
In de World Reference Base for Soil Resources (WRB) worden Alfisolen geclassificeerd als Luvisolen en Lixisolen; sommige tropische gronden kunnen tot de Nitisolen worden gerekend. In de Nederlandse bodemclassificatie komen ze overeen met de Brikgronden
Alfisolen beslaan ongeveer 10 % van het aardoppervlak. Ze komen onder andere voor in de Verenigde Staten, Zuid- en West-Europa, het Europese deel van Rusland, de drogere delen van India, delen van Afrika en Zuid-Amerika.

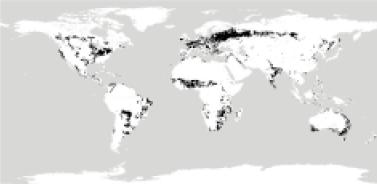
De verspreiding van alfisolen in de wereld.

De alfisolen bestaan uit de volgende suborders:
- Aqualfs - Alfisolen met periodiek of continu een hoge grondwaterstand (< 50 cm diep), zichtbaar als gleyverschijnselen
- Cryalfs - Alfisolen in koude klimaatzones
- Udalfs - Alfisolen waarin de bovengrond meestal vochtig is (minder dan 90 opeenvolgende dagen droog)
- Ustalfs - Alfisolen waarin de bovengrond een groot deel van het jaar droog is, maar voldoende vocht bevat tijdens het groeiseizoen (veelal in semiaride klimaten)
- Xeralfs - Alfisolen in mediterrane klimaten (zeer droge zomers en natte winters)

World Reference Base for Soil Resources: Acrisol · Alisol · Andosol · Anthrosol · Arenosol · Calcisol · Cambisol · Chernozem · Cryosol · Durisol · Ferralsol · Fluvisol · Gleysol · Gypsisol · Histosol · Kastanozem · Leptosol · Lixisol · Luvisol · Nitisol · Phaeozem · Planosol · Plinthosol · Podzol · Regosol · Retisol · Solonchak · Solonetz · Stagnosol · Technosol · Umbrisol · Vertisol

USDA Soil Taxonomy: Alfisol · Andosol · Aridisol · Entisol · Gelisol · Histosol · Inceptisol · Mollisol · Oxisol · Spodosol · Ultisol · Vertisol

Nederlandse bodemclassificatie: Veengronden · Podzolgronden · Brikgronden · Eerdgronden · Vaaggronden